# Алфред Джулс Еър
А̀лфред Джулс Ѐър (на английски: Alfred Jules Ayer, [ˈælfɹəd d͡ʒuːlz ˈɛə(ɹ)]) е английски философ.
Роден е на 29 октомври 1910 година в Лондон в заможно семейство на швейцарски финансист, работил за семейство Ротшилд, и нидерландско-еврейската му съпруга, роднина на основателите на „Ситроен“. Завършва „Итън Колидж“ и Оксфордския университет.
След това прекарва известно време във Виена, където по онова време е активен Виенският кръг. От 1933 година преподава философия в Оксфордския университет и е сред активните популяризатори на логическия позитивизъм. През 1946 – 1959 година преподава в Университетски колеж Лондон, след което отново се връща в Оксфорд.
Алфред Джулс Еър умира на 27 юни 1989 година в Лондон.